# Jérôme Alonzo
Jérôme Alonzo (Menton, Francia, 20 de noviembre de 1972) es un antiguo futbolista francés, se desempeñaba como guardameta. 

## Biografía
Desarrolló la mayor parte de su carrera en el Saint-Étienne y el PSG, aunque en este último casi siempre estuvo a la sombra de otros porteros como Lionel Letizi o Mickaël Landreau. Su último equipo fue el FC Nantes.
Después de su retirada pasó a ser habitual comentarista deportivo de France Télévisions, especialmente de France 2. Su padre Pierre Alonzo disputó toda su carrera deportiva en el AS Cannes.

## Clubes
| Club                  | País    | Año         |
| --------------------- | ------- | ----------- |
| OGC Niza              | Francia | 1990 - 1995 |
| Olympique de Marsella | Francia | 1995 - 1997 |
| AS Saint-Étienne      | Francia | 1997 - 2001 |
| Paris Saint-Germain   | Francia | 2001 - 2008 |
| FC Nantes             | Francia | 2008 - 2010 |

- Datos: Q1714988
- Multimedia: Jérôme Alonzo / Q1714988